# Танеєвка (Стерлітамацький район)
Тане́євка (рос. Танеевка, башк. Танеевка) — село у складі Стерлітамацького району Башкортостану, Росія. Входить до складу Красноярської сільської ради.
Населення — 121 особа (2010; 181 в 2002).
Національний склад:
- росіяни — 49%
- чуваші — 31%